# The Underworld Regime
The Underworld Regime è il primo album in studio del gruppo black metal norvegese Ov Hell, pubblicato nel 2010.

## Tracce
1. Devil's Harlot – 3:23
2. Post Modern Sadist – 4:56
3. Invokerї – 4:25
4. Perpetual Night – 3:36
5. Ghosting – 6:16
6. Acts of Sin – 5:19
7. Krigsatte Faner – 3:52
8. Hill Norge – 5:46

## Formazione

### Membri effettivi
- Shagrath - voce
- King ov Hell - basso, cori

### Collaboratori
- Teloch - chitarre
- Frost - batteria
- Ice Dale - chitarre